# وودانگ
وودانگ (به صربی: Vodanj) یک منطقهٔ مسکونی در صربستان است که در اسمدرفو واقع شده‌است. وودانگ ۱٬۲۸۳ نفر جمعیت دارد.